# نهرمیان
نهرمیان یک روستا در ایران است که در دهستان نهرمیان واقع شده است. نهرمیان ۱٬۶۵۰ نفر جمعیت دارد. و در همسایگی با شهرستان بروجرد و ملایر قرار دارد مردم نهرمیان به زبان فارسی با لهجه اصیل پارسی سخن می‌گویند و عموماً از طوایف مختلف ایل زیار هستند. در ۵۵ کیلومتری اراک و۵۵ کیلومتری بروجرد واقع شده است و طایفه‌های اصیل آن. خلیلی.قاسمی. عابدی و نوابی هستند